# تاریک‌مرغ زیتونی
تاریک‌مرغ زیتونی (نام علمی: Snowornis cryptolophus) نام یک گونه از سرده مرغ اسنو است.